# Костадин Хазуров
Костадин Петров Хазуров е български футболист, централен нападател. Роден е на 5 август 1985 г. в Гоце Делчев. Висок е 185 см и тежи 80 кг.

## Кариера
Играе на поста централен нападател. Възпитаник на благоевградската футболна школа Пирин Благоевград, играл е за ЦСКА София и Литекс Ловеч. Шампион на България през 2005 г. с ЦСКА София, бронзов медалист през 2004 с ЦСКА София и през 2006 с Литекс Ловеч. Печели купата на България през 2016 година. През есента на 2005 г. е тежко контузен в мача с ЦСКА от бившия играч на „Литекс“ Мурад Хидиуед. След възстановяването си, в началото на сезон 2006/07 е преотстъпен на Дунав до края на 2006 г. През зимната пауза се завръща в Литекс, но отново е преотстъпен, този път на родния си Пирин. През 2008 година играе за Видима Раковски 15 мача, в които отбелязва 6 гола. През 2008 преминава в отбора на „чуковете“ за сумата от 500 000 евро, като през първия си сезон бележи 7 гола в 29 шампионатни мача. За Купата на България помага на Миньор да достигне полуфинал – 5 мача 3 гола. През 2011 подписва с израелския „Бней Сахнин“, изиграва 54 мача и отбелязва 18 гола. През 2012 година подписва с белгйския Лиерс,като за него е платена сумата от 1 000 000 евро,там взима участие в 42 мача и отбелязва 11 гола. През 2015 година се завръща в ЦСКА София и за един сезон отбелязва 36 гола (31 гола за първенство и 5 гола) за купа на България и помага на отбора да спечели купата на България,като се превръща в един от най-резултатните футболисти в историята на ЦСКА София,като отбелязва в един мач 6 гола.
За купата на УЕФА има 5 мача и 2 гола за ЦСКА. Има 1 мач за А националния отбор и 15 мача за юношеския национален отбор
На 14 юни 2016 г. Хазуров подписва с Нефтохимик (Бургас). През декември 2017 г. футболистът подписва с италианския Неростелати Пратола. През август 2018 г. се присъединява към Локомотив (София).
През 2020 г. влиза в щаба на Красимир Балъков като помощник треньор на ЦСКА 1948.

## Статистика по сезони
- PFK Пирин (Благоевград) – 2002/пр. – Б ПФГ, 9 /2
- PFK Пирин (Благоевград) – 2002/03 – Б ПФГ, 21/10
- PFK Пирин (Благоевград) – 2003/04 – Б ПФГ, 9/0
- PFK ЦСКА (София) – 2004/пр. - А ПФГ, 9/5
- PFK ЦСКА (София) – 2004/05 – А ПФГ, 23/7
- PFK Литекс (Ловеч) – 2005/06 – А ПФГ, 10/0
- PFK Дунав (Русе) – 2006/ес. – Източна Б футболна група, 15/4
- PFK Пирин (Благоевград) – 2007/пр. – Западна Б футболна група, 12/4
- PFK Литекс (Ловеч) – 2007/ес. – А ПФГ, 5/0
- PFK Видима Раковски (Севлиево) – 2008/пр. – А ПФГ, 15/6
- ПФК Миньор (Перник) – 2008/2009 – А ПФГ, 29/3
- ПФК Миньор (Перник) – 2010/2011 -А ПФГ, 12/3
- Апоел Бней Сахнин (Израел) 2011 – 2012 54/18
- Лиерс (Белгия) 2012 – 2014 42/11
- Макаби Петах Тиква (Израел) 2014 – 2015 13/1
- ПФК ЦСКА София -2015-2016 40/36
- ФК Неростелати Пратола (Италия) 2017 – 2018 15/7
- Локомотив (София) 2018-2019 15/3

## Отличия
- Шампион на А група 1 път (2004/2005) с ЦСКА (София)
- Купа на България – 1 път носител (2016) с ЦСКА (София)
- Шампион на Югозападна В група с ЦСКА (София) през 2015/2016 г.
- Шампион на Б група 1 път (2007) с Пирин (Благоевград)
- Бронзов меделист с ЦСКА(София) през 2004 г.
- Бронзов меделист с Литекс(Ловеч) през 2006 г.
- Голмайстор на Израел за сезон 2011-2012г.
- Голмайстор на Белгия за сезон 2012-2013г.
- Най-младият футболист, отбелязал хеттрик в Б група на България,16-годишен. Пирин Благоевград.
- Най-младият футболист, отбелязал хеттрик в А група на България,18-годишен. ЦСКА София.